# Marta Ojrzyńska
Marta Ojrzyńska (ur. 2 marca 1981 w Częstochowie) – polska aktorka teatralna i filmowa.

## Życiorys
Jest absolwentką Wydziału Aktorskiego PWST w Krakowie (rocznik 2004). Od 2005 roku znajduje się w zespole Starego Teatru w Krakowie.  Zadebiutowała rolą tytułową w „Antygonie” Jeana Anouilh w reż. Bogdana Toszy na scenie Teatru im. Adama Mickiewicza w Częstochowie w 2003 roku. Następnie współpracowała z czołówką polskich reżyserów teatralnych: Krystianem Lupą, Michałem Borczuchem, Moniką Strzepką i Krzysztofem Garbaczewskim. Poza tym sama reżyseruje (Molly B. wg Joyce’a; Brzeg – Opole 2006).

## Filmografia
| Rok       | Tytuł                       | Rola                                     | Uwagi       |
| --------- | --------------------------- | ---------------------------------------- | ----------- |
| 2004      | Oficer                      | Elwira Gołąb, dziewczyna „Mamaja”        | odc. 1, 6   |
| 2005      | Egzamin z życia             | Natasza                                  | odc. 21     |
| 2006      | Oficerowie                  | Elwira Gołąb, dziewczyna „Mamaja”        | odc. 3      |
| 2008      | Wydział zabójstw            | Patrycja Dybel                           | odc. 10     |
| 2009–2010 | Majka                       | Sabina Kowalik, pracownica firmy Michała |             |
| 2010      | Mistyfikacja                | prostytutka                              |             |
| 2013      | Przepis na życie            | uczestniczka szkolenia                   | odc. 55, 63 |
| 2014      | Sama słodycz                | Wanda „Wendy”, fryzjerka w salonie „Osy” |             |
| 2015      | Chemia                      | stylistka                                |             |
| 2016      | Artyści                     | aktorka Joanna Szpak „Gościnna”          |             |
| 2018      | Drogi wolności              | emancypantka                             | odc. 3      |
| 2018      | Miłość jest wszystkim       | Justyna, pracownica centrum handlowego   |             |
| 2019      | Stulecie Winnych            | Halina Regulska                          | odc. 10     |
| 2019      | O mnie się nie martw        | Emilia                                   | odc. 138    |
| 2020      | Fisheye                     | Małgorzata                               |             |
| 2020      | Król                        | matka Szapiry                            | odc. 2      |
| 2021      | Odwilż (serial telewizyjny) | patolog                                  | odc. 2      |
| 2022      | Niebezpieczni dżentelmeni   | Zofia Stryjeńska                         |             |

## Role teatralne i operowe
- HAMLET, reż. Krzysztof Garbaczewski, Stary Teatr im. Heleny Modrzejewskiej w Krakowie (2015)
- REQUIEM DLA IKONY Katarzyny Głowickiej, reż. Michał Borczuch, Opera Narodowa w Warszawie (2015)
- NIEBOSKA KOMEDIA Pawła Demirskiego, reż. Monika Strzępka, Stary Teatr im. Heleny Modrzejewskiej w Krakowie (2014)
- AKROPOLIS, reż. Łukasz Twarkowski, Stary Teatr im. Heleny Modrzejewskiej w Krakowie (2014)
- APOKALIPSA Tomasza Śpiewaka, reż. Michał Borczuch, Nowy Teatr w Warszawie (2014)
- SOLARIZE Marcina Stańczyka[2] i Marcina Cecko, reż. Krzysztof Garbaczewski, Opera Narodowa w Warszawie (2013)
- KAMIENNE NIEBO ZAMIAST GWIAZD Marcina Cecko, reż. Krzysztof Garbaczewski, Nowy Teatr w Warszawie/Muzeum Powstania Warszawskiego (2013)
- BITWA WARSZAWSKA 1920, reż. Monika Strzępka, Stary Teatr im. Heleny Modrzejewskiej w Krakowie (2013)
- POCZET KRÓLÓW POLSKICH, reż. Krzysztof Garbaczewski, Stary Teatr im. Heleny Modrzejewskiej w Krakowie (2013)
- KRÓLOWA ŚNIEGU, reż. Michał Borczuch, Zamek w Książu (2012)
- KRAKÓW-BERLIN EXPR, reż. I. Jera, Stary Teatr im. Heleny Modrzejewskiej w Krakowie/Teatr Maxim Gorki w Berlinie (2011)
- CHOPIN KONTRA SZOPEN reż. Mikołaj Grabowski, Stary Teatr im. Heleny Modrzejewskiej w Krakowie (2010)
- WERTER reż. Michał Borczuch, Stary Teatr im. Heleny Modrzejewskiej w Krakowie (2009)
- FACTORY 2, reż Krystian Lupa, Stary Teatr im. Heleny Modrzejewskiej w Krakowie (2008)
- LULU reż. Michał Borczuch, Stary Teatr im. Heleny Modrzejewskiej w Krakowie (2007)
- PRZEDTED – POTEM reż. Paweł Miśkiewicz
- WIELKI CZŁOWIEK reż. Michał Borczuch (2005)
- KOMPONENTY reż. Michał Borczuch (2004)

## Nagrody
- 2004: Łódź – nagroda za rolę Klaczy w Nierządach wg Balkonu Geneta na XXII Festiwalu Szkół Teatralnych
- 2004: Kalisz – nagroda główna Jury Młodzieżowego za role w przedstawieniach dyplomowych: Iriny w Ćwiczeniach z Czechowa wg Trzech sióstr i Klaczy w Nierządach na XLIV Kaliskich Spotkaniach Teatralnych
- 2006: Warszawa – I nagroda (wspólnie z Joanną Drozdą) za autorski spektakl Brzeg – Opole oraz II nagroda za rolę Kasi w tym samym spektaklu w XII Ogólnopolskim Konkursie na Wystawienie Polskiej Sztuki Współczesnej
- 2008: Kraków – Grand Prix za rolę Andrei Feldman w Factory 2 w reż. Krystiana Lupy na Międzynarodowym Festiwalu Teatralnym Boska Komedia
- 2013: Wrocław – nagroda Warto w kategorii Teatr przyznawana przez wrocławską Gazetę Wyborczą